# Camille Muzinga
Camille Muzinga (12 giugno 1980) è un ex calciatore della Repubblica Democratica del Congo, di ruolo difensore.

## Caratteristiche tecniche
Era un difensore centrale.

## Carriera

### Nazionale
Ha debuttato in Nazionale il 14 gennaio 2001, in RD del Congo-Ghana (2-1). Ha partecipato, con la Nazionale, alla Coppa d'Africa 2004. Ha collezionato in totale, con la maglia della Nazionale, 6 presenze.